# Fernando Madrigal
Fernando Madrigal González (León, 12 novembre 1991) è un calciatore messicano, centrocampista del Club Tijuana.

## Carriera
Ha iniziato a giocare nelle serie inferiori messicane con squadre minori. Il 1º luglio 2013 viene acquistato dall'Oaxaca, formazione della seconda divisione messicana. Qui in due stagioni colleziona 59 presenze e 4 reti in campionato. Il 1º luglio 2015 si accasa al Pachuca, nella massima serie messicana, ma l'esperienza dura poco, giocando in totale 7 partite tra campionato e coppa. Il 1º gennaio 2016 torna a giocare nella seconda divisione messicana, firmando un contratto con il Mineros de Zacatecas. In due stagioni e mezzo gioca 92 partite condite da 3 reti in campionato. Il 1º luglio 2018 si trasferisce all'Atlético San Luis, altro club della seconda divisione messicana. Al termine della stagione 2018-2019, la sua squadra ottiene una storica promozione in massima serie. Nella stagione 2019-2020 gioca solo 6 partite in totale, 2 in campionato e 4 in coppa. Il 1º luglio 2020 firma un contratto con il Querétaro, sempre nella massima serie messicana. Chiude la stagione con 35 presenze e 3 reti. Il 1º luglio 2021 si trasferisce a titolo definitivo all'América.

## Statistiche

### Presenze e reti nei club
Statistiche aggiornate al 22 luglio 2021.
| Stagione                    | Squadra                     | Campionato                  | Campionato | Campionato | Coppe nazionali | Coppe nazionali | Coppe nazionali | Coppe continentali | Coppe continentali | Coppe continentali | Altre coppe | Altre coppe | Altre coppe | Totale | Totale |
| Stagione                    | Squadra                     | Comp                        | Pres       | Reti       | Comp            | Pres            | Reti            | Comp               | Pres               | Reti               | Comp        | Pres        | Reti        | Pres   | Reti   |
| --------------------------- | --------------------------- | --------------------------- | ---------- | ---------- | --------------- | --------------- | --------------- | ------------------ | ------------------ | ------------------ | ----------- | ----------- | ----------- | ------ | ------ |
| 2013-2014                   | Oaxaca                      | AMX                         | 31         | 3          | CM              | 12              | 0               |                    | -                  | -                  |             | -           | -           | 43     | 3      |
| 2014-2015                   | Oaxaca                      | AMX                         | 28         | 1          | CM              | 9               | 1               |                    | -                  | -                  |             | -           | -           | 37     | 2      |
| Totale Oaxaca               | Totale Oaxaca               | Totale Oaxaca               | 59         | 4          |                 | 21              | 1               |                    | -                  | -                  |             | -           | -           | 80     | 5      |
| lug.-dic. 2015              | Pachuca                     | LMX                         | 3          | 0          | CM              | 4               | 0               |                    | -                  | -                  |             | -           | -           | 7      | 0      |
| gen.-mag. 2016              | Mineros de Zacatecas        | AMX                         | 21         | 1          | CM              | 4               | 0               |                    | -                  | -                  |             | -           | -           | 25     | 1      |
| 2016-2017                   | Mineros de Zacatecas        | AMX                         | 38         | 1          | CM              | 4               | 0               |                    | -                  | -                  |             | -           | -           | 42     | 1      |
| 2017-2018                   | Mineros de Zacatecas        | AMX                         | 33         | 1          | CM              | 1               | 0               |                    | -                  | -                  |             | -           | -           | 34     | 1      |
| Totale Mineros de Zacatecas | Totale Mineros de Zacatecas | Totale Mineros de Zacatecas | 92         | 3          |                 | 9               | 0               |                    | -                  | -                  |             | -           | -           | 101    | 3      |
| 2018-2019                   | Atlético San Luis           | AMX                         | 33         | 3          | CM              | 0               | 0               |                    | -                  | -                  |             | -           | -           | 33     | 3      |
| 2019-2020                   | Atlético San Luis           | LMX                         | 2          | 0          | CM              | 4               | 0               |                    | -                  | -                  |             | -           | -           | 6      | 0      |
| Totale Atlético San Luis    | Totale Atlético San Luis    | Totale Atlético San Luis    | 35         | 3          |                 | 4               | 0               |                    | -                  | -                  |             | -           | -           | 39     | 3      |
| 2020-2021                   | Querétaro                   | LMX                         | 35         | 3          |                 | -               | -               |                    | -                  | -                  |             | -           | -           | 35     | 3      |
| 2021-2022                   | América                     | LMX                         | 0          | 0          |                 | -               | -               |                    | -                  | -                  |             | -           | -           | 0      | 0      |
| Totale carriera             | Totale carriera             | Totale carriera             | 224        | 13         |                 | 38              | 1               |                    | -                  | -                  |             | -           | -           | 262    | 14     |

## Palmarès

### Club

#### Competizioni nazionali
- Ascenso MX: 1

Atlético San Luis: 2018-2019